# Vacca (araldica)
In araldica la vacca, facilmente distinguibile dal bove per la presenza della mammelle gonfie di latte, simboleggia l'uomo benefico e grato. In genere è ferma e raramente si presenta rampante. Nell'araldica statale e civica hanno particolare rilevanza le due vacche di rosso, passanti una sull'altra, del viscontado di Béarn, richiamate negli stemmi della contea di Foix, del dipartimento francese dei Pirenei orientali, dello stato di Andorra, etc.

Vacca d'argento, maculata di nero (stemma di Fitzen, Germania)
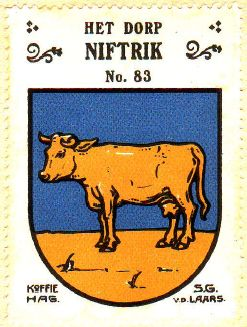
Vacca d'oro (Niftrik, Paesi Bassi)
Vacca passante di nero (stemma di Bionaz)
D'argento, alla vacca passante di rosso, cornata, unghiata d'oro, con le mammelle dello stesso, sostenuta da una campagna convessa di verde (Kühbach, Germania)
D'oro, a due vacche di rosso, cornate, collarinate e accampanate d'azzurro, passanti una sull'altra (Béarn, Francia)
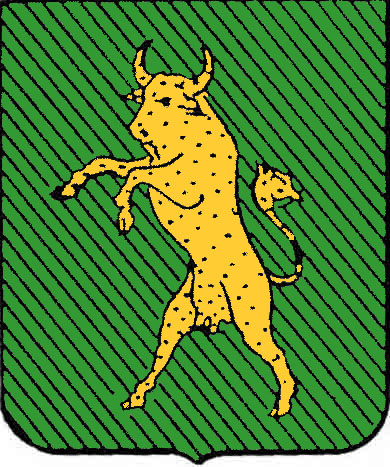
Di verde, alla vacca rampante di oro (famiglia Sbrojavacca)